# Erioscelis proba
Erioscelis proba är en skalbaggsart som beskrevs av Sharp 1877. Erioscelis proba ingår i släktet Erioscelis och familjen Dynastidae. Inga underarter finns listade i Catalogue of Life.